# Laurel Roth Hope
Laurel Roth Hope, às vezes conhecida como Laurel ou Laura Roth (nascida em 1973), é uma artista americana.
Uma nativa de Concord, Califórnia, Roth Hope trabalha em San Francisco. Autodidata como artista e naturalista, ela autodenominou-se "uma artista que gostaria de ser cientista", o que se reflete no seu trabalho. Antes de se dedicar à arte em tempo integral, ela era guarda-florestal e também seguiu uma carreira na conservação da natureza. Na sua série de "Trajes de Recuperação da Biodiversidade", ela desenhou e fez fantasias para pombos projectadas para imitar as penas e a coloração de aves extintas, como o dodô e o periquito de Seychelles. Roth Hope estava entre os artistas apresentados na exposição 40 Under 40: Craft Futures na Renwick Gallery do Smithsonian Museum of American Art, e duas das suas peças foram posteriormente adquiridas pelo museu.